# Hliníkový disk

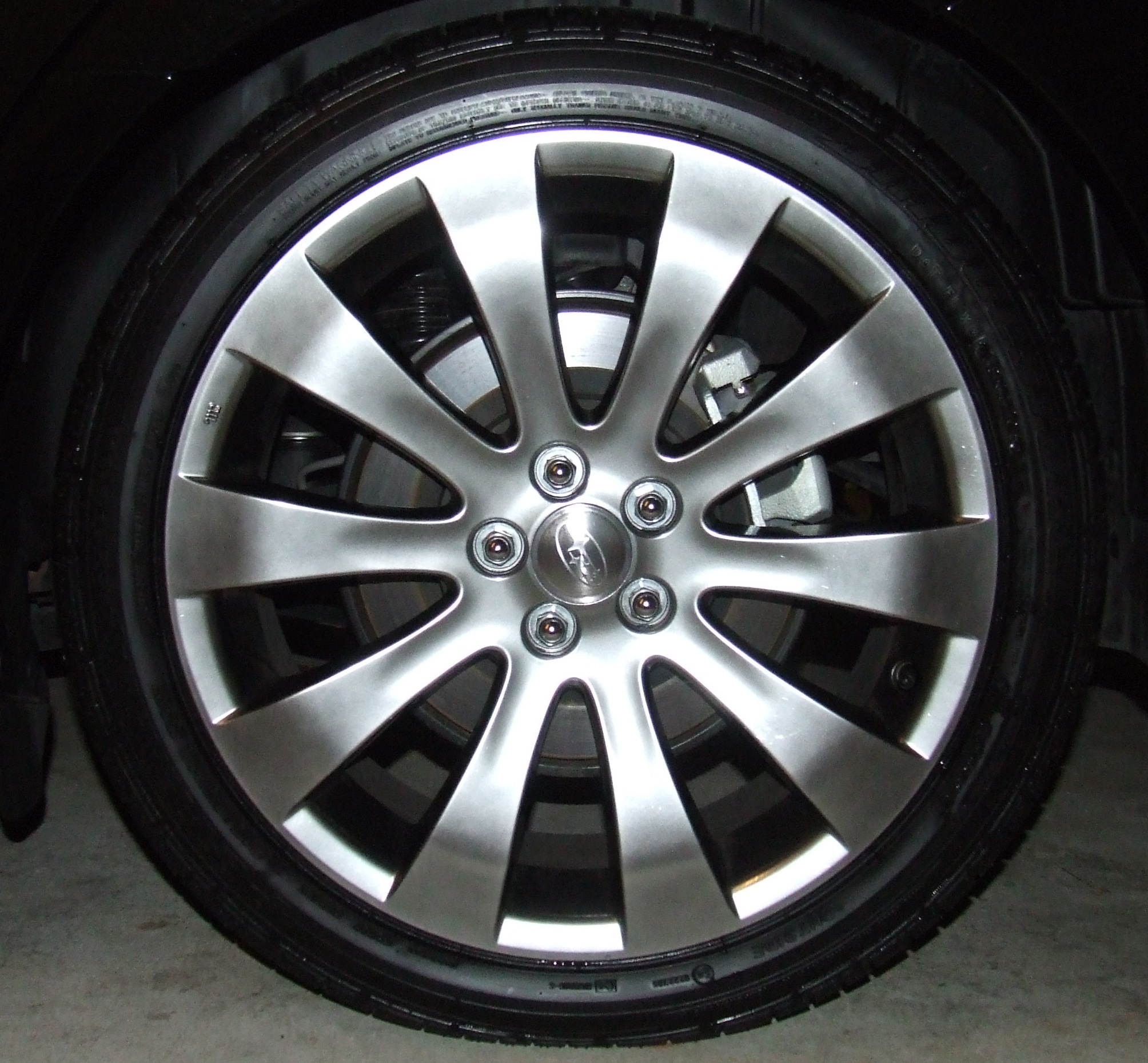
Hliníkový disk

Hliníkový disk je součást kola automobilu (ráfek), vyrobená ze slitiny hliníku a několika dalších lehkých kovů. Díky vysokému podílu hliníku se tyto disky nazývají Alu kola. Odlévají se jako jeden kus (v případě šroubovaných kol jsou složeny z více dílů). V závěrečné fázi se na hliníkové disky nanáší vrstva ochranného laku.

## Vlastnosti
Oproti ocelovým diskům mají hliníkové disky výhodu ve svém estetickém vzhledu. Disky z Al slitiny s vysokým podílem magnézia jsou navíc mimořádně lehké.
Hliníkové disky jsou lakované, proto jim, zvláště v zimě, hrozí, že se ve slaném prostředí tato vrstva poškodí a slitina kovů pod lakem začne galvanicky korodovat, což může vést k úniku vzduchu pneumatiky.
Hliníkové disky kola nejsou celkově výrazně lehčí než ocelové, ale mají příznivější rozložení hmoty, což se pozitivně projevuje poklesem hodnot setrvačných sil rotujícího kola, tím se zvyšuje dynamika akcelerace i brzdění. Hliníkové disky nejsou, na rozdíl od plechových disků svařovány, ale při větší deformaci se tříští, na rozdíl od ocelových s trvalou deformací.

## Hořčíkový disk
Disky ze slitiny hořčíku se používají zejména pro závodní vozy, případně exkluzivní modely kol pro sportovní osobní automobily. Kola jsou vyráběna kováním ze slitiny hořčíku (ZK60, AZ31 a AZ91). Lité disky ze slitin hořčíku jsou používány pro kola motocyklů.
Hmotnost průměrného automobilového disku z hořčíku je asi 5–9 kg (v závislosti na velikosti). Na rozdíl od běžného hliníkového disku, kde může být hmotnost až dvojnásobná.
Nevýhodou hořčíkových kol je hořlavost, z tohoto důvodu byla hořčíková kola v rámci některých motoristických závodů zakázána.

## Značení disků
Pět typů značení:

### Šířka ráfku
Šířka ráfku je v palcích.
1" (palec) = 2,54 cm.
Příklad značení šířky: 5,5×14, 6×14

### Průměr ráfku
Průměr ráfku je také v palcích a je shodný s průměrem pneumatiky.

### PCD – rozteč
PCD je parameter počtu děr na roztečné kružnici. Počet šroubových děr x průměr roztečné kružnice v mm (vzdálenost dvou protilehlých děr).
Příklad PCD: 5x100

### ET – zális
Vzdálenost od osy kola k dosedací ploše kola. Uveden v mm. Při pohledu na automobil zepředu jsou alu kola s větším ET zálisem schována více v podběhu (jsou v blatníku více zapuštěná dovnitř automobilu), přičemž kola s menším ET zálisem vystupují z podběhu do stran více (kola jsou při pohledu zepředu vidět více).

### CB
Velikost středového (středícího) otvoru. Uvedeno v mm.

## Možnosti opravy hliníkových disků
Tři typy oprav:

### Rovnání na soustruhu
Rovnání na soustruhu je spojeno s obrušováním samotného materiálu hliníkového disku. Dochází při tom k úbytku hliníku, což má za příčinu postupné zmenšování rozměrů a ztrátu pevnosti.
Rovnání na soustruhu nelze provádět opakovaně z důvodů popsaných výše. Samotnému soustružení často předchází rovnání paličkou a kladivem.

### Rovnání disků paličkou a kladivem
Rovnání pomocí paličky a kladiva je nejprimitivnější způsob opravy hliníkových disků. Při něm se však velice složitě dosahuje přesné kruhovosti ráfků, jehož přípustná hodnota je podle norem pro radiální i axiální směr 1,2 mm.

### Rovnání pomocí hydraulické stolice
Rovnání pomocí hydraulické stolice je nejmodernější metoda. Při ní se diskům zachovávají výrobní rozměry a nedochází k úbytku materiálu jako v případě soustružení.
Stolice je vybavena zaměřovacím zařízením, díky kterému je dosaženo narovnání do výrobních tvarů. Dále obsahuje soustruh, který slouží pro opravu poškrábaných okrajů a lemů.